# Alandur
Alandur là một thành phố và khu đô thị của quận Kancheepuram thuộc bang Tamil Nadu, Ấn Độ.

## Địa lý
Alandur có vị trí 13°02′B 80°13′Đ / 13,03°B 80,21°Đ Nó có độ cao trung bình là 12 mét (39 foot).

## Nhân khẩu
Theo điều tra dân số năm 2001 của Ấn Độ, Alandur có dân số 146.154 người. Phái nam chiếm 51% tổng số dân và phái nữ chiếm 49%. Alandur có tỷ lệ 84% biết đọc biết viết, cao hơn tỷ lệ trung bình toàn quốc là 59,5%: tỷ lệ cho phái nam là 88%, và tỷ lệ cho phái nữ là 81%. Tại Alandur, 10% dân số nhỏ hơn 6 tuổi.